# Jan XIV.
Jan XIV. (??, Pavia – 20. srpna 984, Řím) byl papežem od prosince 983 až do své smrti. Jeho vlastní jméno bylo Petr z Pavie. Po zvolení za papeže se nechtěl rovnat sv. apoštolu Petrovi a z úcty k němu si změnil svoje papežské jméno.

## Odkazy

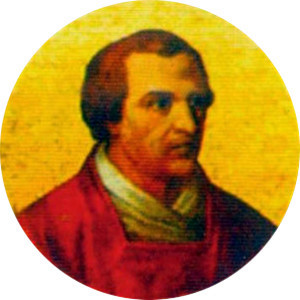
Portrét papeže Jana XIV. v bazilice sv. Pavla za hradbami